# Dwars door het Hageland
Dwars door het Hageland – jednodniowy wyścig kolarski organizowany w okolicach belgijskiej miejscowości Aarschot od 2001.
W latach 2001–2003 oraz 2006–2009 rozgrywany poza kalendarzem UCI. W latach 2010–2012 zaliczany do UCI Europe Tour z kategorią 1.2, a w latach 2016–2019 z kategorią 1.1. Od 2020 należy do UCI ProSeries.

## Zwycięzcy
Opracowano na podstawie:
| Rok  | Pierwsze             | Drugie              | Trzecie                    |
| ---- | -------------------- | ------------------- | -------------------------- |
| 2001 | Jan Claes            | Wesley Bellen       | Sandro Bijnen              |
| 2002 | Frank Verjans        | Wouter Van Mechelen | Niels Hammers              |
| 2003 | Gordon McCauley      | Andy Vanhoudt       | Kurt Wouters               |
| 2006 | Gediminas Bagdonas   | Nico Kuypers        | Simas Kondrotas            |
| 2007 | Dave Bruylandts      | Nico Kuypers        | Kurt Van Goidsenhoven      |
| 2008 | Bert Scheirlinckx    | Lieuwe Westra       | Nico Sijmens               |
| 2009 | Geert Omloop         | Benny De Schrooder  | Benjamin Gourgue           |
| 2010 | Frédéric Amorison    | Stijn Steels        | Michael Tronborg           |
| 2011 | Grégory Habeaux      | Huub Duyn           | Christian Moberg Jørgensen |
| 2012 | Timothy Stevens      | Davy Commeyne       | Niko Eeckhout              |
| 2016 | Niki Terpstra        | Wout van Aert       | Florian Sénéchal           |
| 2017 | Mathieu van der Poel | Taco van der Hoorn  | Wout van Aert              |
| 2018 | Krists Neilands      | Elia Viviani        | Gianni Vermeersch          |
| 2019 | Kenneth Vanbilsen    | Niki Terpstra       | Quinten Hermans            |
| 2020 | Jonas Rickaert       | Nils Eekhoff        | Gianni Vermeersch          |
| 2021 | Rasmus Tiller        | Danny van Poppel    | Yves Lampaert              |
| 2022 | Oscar Riesebeek      | Gianni Vermeersch   | Florian Sénéchal           |
| 2023 | Rasmus Tiller        | Stan Van Tricht     | Florian Vermeersch         |
| 2024 | Gianni Vermeersch    | Jonas Abrahamsen    | Hartthijs de Vries         |